# Leonardo De Lorenzo

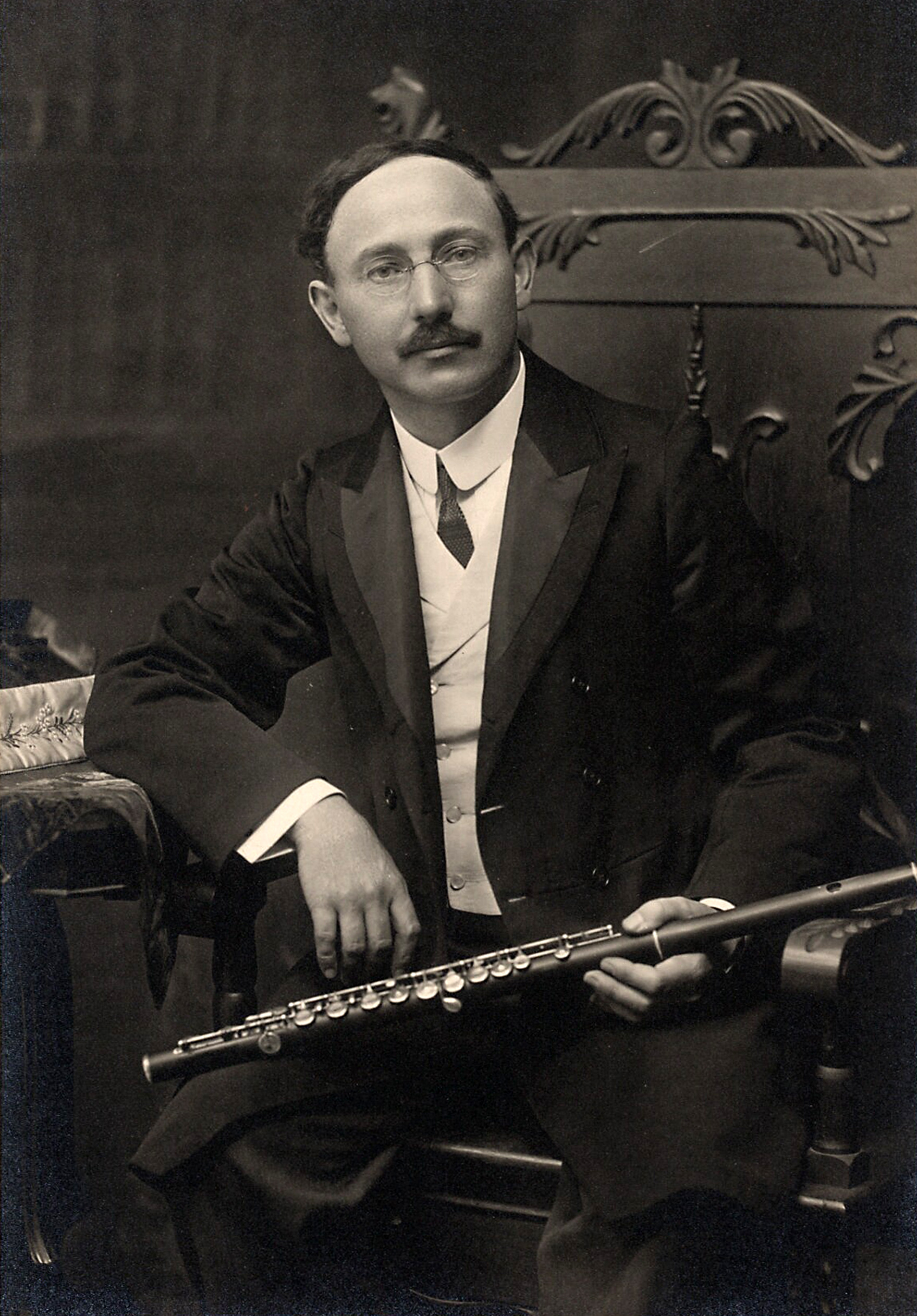
Leonardo De Lorenzo

Leonardo De Lorenzo (Viggiano, 29 augustus 1875 - Santa Barbara, 29 juli 1962) was een Italiaans fluitist en componist.

## Biografie
Hij begon met fluit spelen toen hij 8 jaar was en hij studeerde aan het Conservatorio di "San Pietro a Majella" in Napels. De Lorenzo begon zijn eigen carrière en toerde in Italië, Duitsland, Engeland en Zuid-Afrika. 
Hij was eerste fluitist van het New York Philharmonic Orchestra, onder leiding van Gustav Mahler; vervolgens trad hij toe tot de New York Symphony Orchestra, ter vervanging van Georges Barrère. Later speelde hij ook met Minnesota Orchestra, Los Angeles Philharmonic Orchestra en Rochester Philharmonic Orchestra.
Van 1923 tot 1935 werd hij docent voor fluit aan het Eastman School of Music.

## Bekende werken
- Appassionato, voor fluit, op. 5
- Saltarello, voor fluit, op. 27
- I seguaci di Pan, capriccio voor 4 fluiten, op. 32
- Non plus ultra, 18 capriccios voor fluit, op. 34
- Pizzica-Pizzica, voor fluit, op. 37
- Idillio, voor fluit en piano, op. 67
- Sinfonietta (Divertimento Flautistico), voor 5 fluiten, op. 75
- Trio Eccentrico, voor fluit, klarinet en fagot, op. 76

## Didactische werken
- L'Indispensabile. A complete modern school for the flute (1912)
- My complete story of the flute (1951)